# Euglenopsis
Euglenopsis is een geslacht in de taxonomische indeling van de Euglenozoa. Deze micro-organismen zijn eencellig en meestal rond de 15-40 mm groot. Het organisme behoort tot de familie Euglenaceae. Euglenopsis werd in 1892 ontdekt door G.A. Klebs.